# Новобурлуцька волость
Новобурлуцька волость — адміністративно-територіальна одиниця Вовчанського повіту Харківської губернії.

Найбільше поселення волості станом на 1914 рік:
- слобода Ново-Бурлуцька — 8914 мешканців.
- слобода Юрченкове — 4873 мешканці.
- слобода Василенкове — 3009 мешканців.
- слобода Велика — 2246 мешканців.

Старшиною волості був Челомбітько Захар Степанович, волосним писарем — Пеліпенко Ілля Федорович, головою волосного суду — Подольський Семен Павлович.